# Volta (cràter)
Volta és un cràter d'impacte proper al bord nord-oest de la cara visible de la Lluna, que té uns 117 km de diàmetre. Es localitza al sud-sud-est del cràter Xenòfanes, i al nord del petit cràter Galvani. El cràter Regnault es troba en l'oest de la paret exterior de Volta. Unit al sud-oest de Volta i al bord sud de Regnault apareix el cràter Stokes. El gastat cràter Langley jeu entre Volta i Stokes, situats al nord, i amb Galvani al sud.

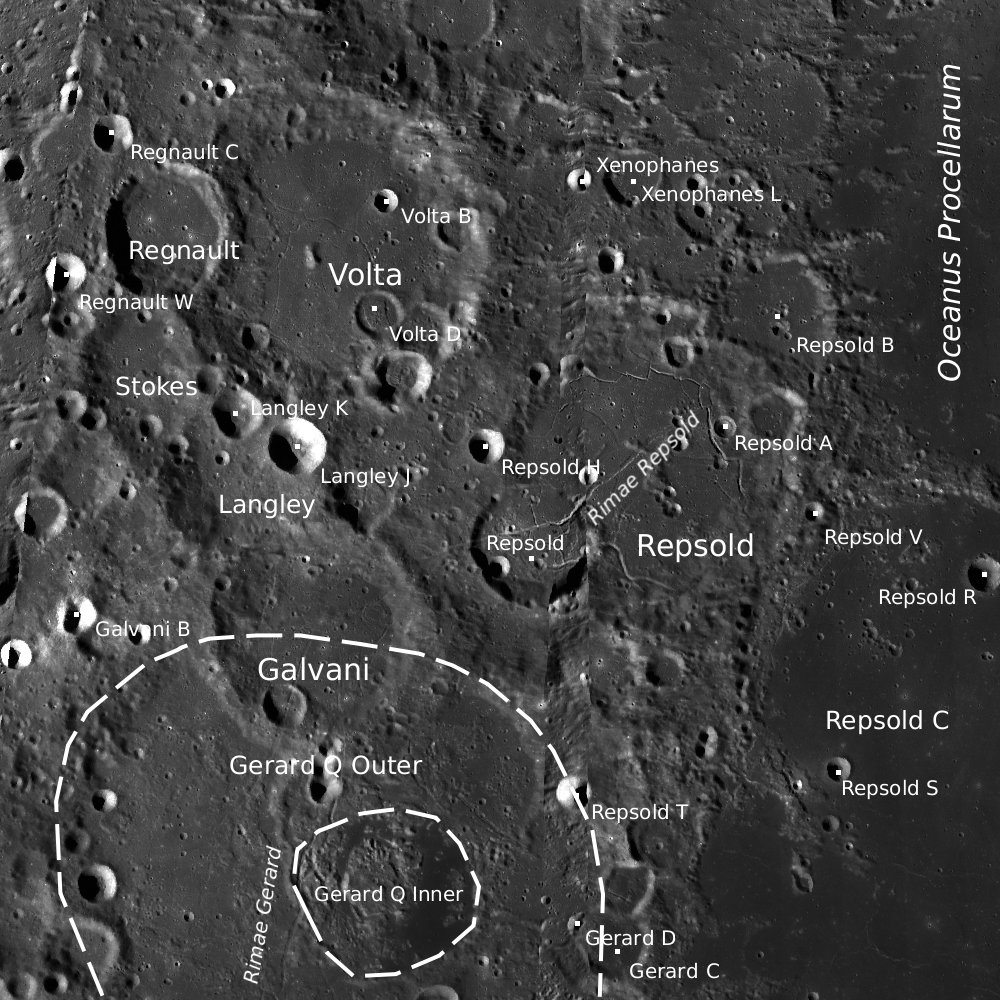
Entorn de Volta (quadrant superior esquerre de la imatge). Fotografia de la missió LRO.

L'anell exterior de Volta està molt gastat i és irregular, amb petits cràters superposant-se a la vora superior de la paret exterior. Langley K i Langley J es troben al costat de la vora sud, amb una cadena de cràters al costat del costat est. Fins i tot la vora nord és irregular, amb una vall que s'estén al nord-nord-est cap a Xenophanes. En contrast el sòl interior és relativament anivellat i pla, amb només alguns cràters a la seva superfície. Els més notables d'aquests són Volta D al sud-est i Volta B al nord-est.

## Cràters satèl·lit
Per convenció aquests elements són identificats en els mapes lunars posant la lletra en el costat del punt central del cràter que està més proper a Volta.
|       | \| Volta \| Coordenades \| Diàmetre \| \| ----- \| ------------------------------------ \| -------- \| \| B \| 54° 36′ N, 83° 30′ O / 54.6°N,83.5°O \| 9 km \| \| D \| 52° 30′ N, 83° 18′ O / 52.5°N,83.3°O \| 20 km \| |          |
| Volta | Coordenades | Diàmetre |
| B     | 54° 36′ N, 83° 30′ O / 54.6°N,83.5°O | 9 km     |
| D     | 52° 30′ N, 83° 18′ O / 52.5°N,83.3°O | 20 km    |